# Llengües amazòniques

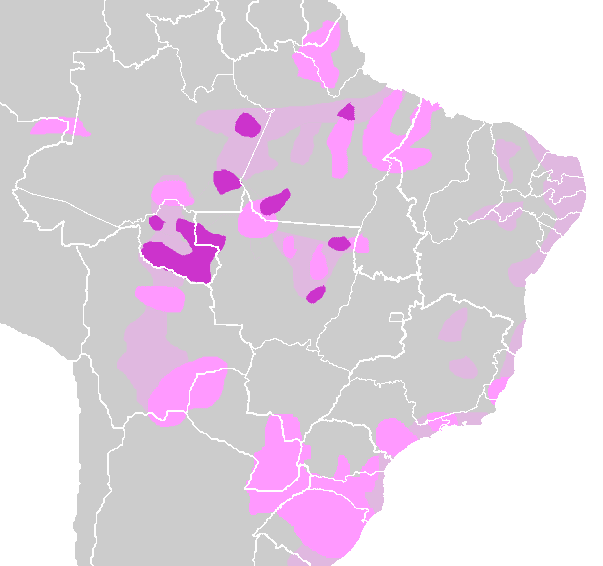
Les llengües tupí són la família de llengües més estesa de tota l'Amazònia.

Llengües amazòniques és el terme usat per a referir-se a les llengües indígenes autòctones de l'Amazònia. Es tracta d'un conjunt heterogeni de llengües que pertanyen a famílies diferents i no constitueixen una unitat filogenètica. No obstant això, en l'àrea existeixen uns certs trets tipològics estesos a causa del contacte continuat entre llengües de diferents famílies. Per aquesta raó alguns autors proposen parlar de l' àrea lingüística amazònica.

## Introducció

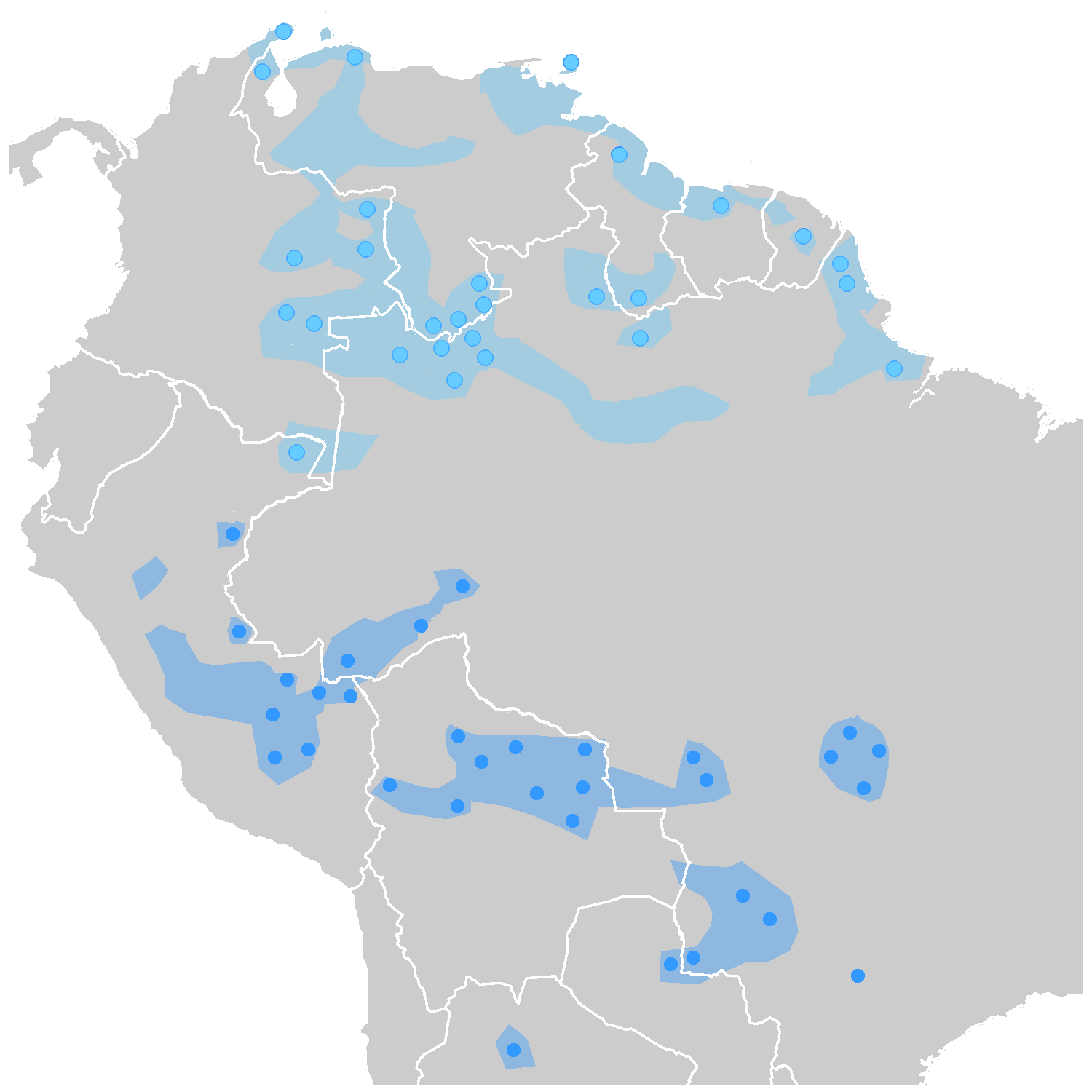
Les llengües arawak de Sud-amèrica, la segona família de llengües amazòniques més estesa: en blau clar les llengües arawak septentrionals i en blava fosc les llengües arawak meridionals.

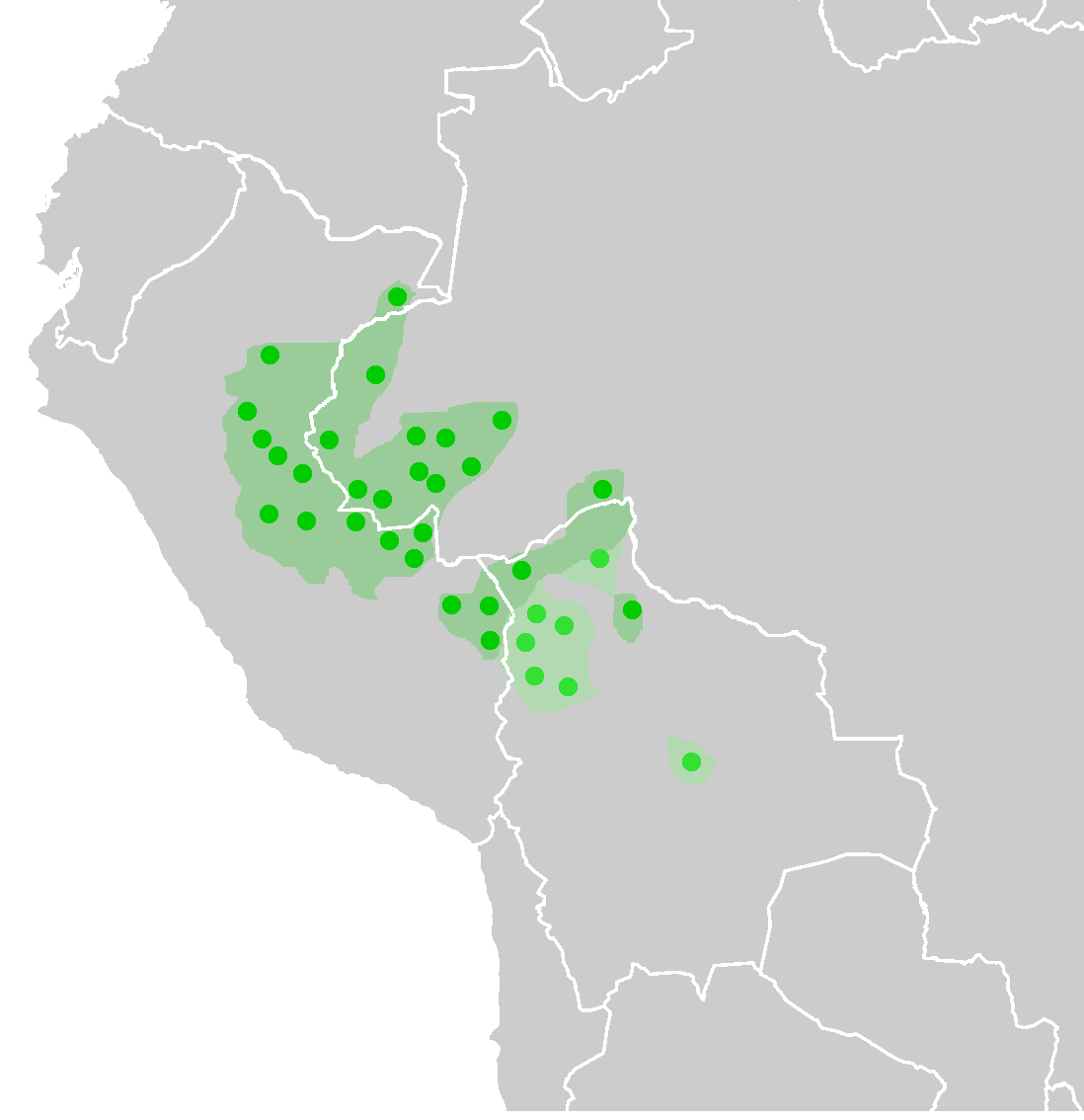
llengües pano-tacana: pano (verd fosc) i llengües takana (verd clar), els punts indiquen la localització documentada de les llengües.

Des del punt de vista cultural la selva amazònica és una de les regions més diverses del planeta. En la conca amazònica es parlaven a la fi del segle XX unes 300 llengües. Els pobles autòctons que parlen aquestes llengües pertanyen a diferents famílies lingüístiques. El nombre de famílies diferents ronda la vintena, i entre elles no s'ha provat una relació filogenètica clara, la qual cosa suggereix que tant la diversitat cultural com lingüística es remunta a mil·lennis enrere. Aquesta diversitat va poder mantenir-se, en part, perquè a diferència d'altres regions on des d'antic van existir importants imperis, en aquesta regió no van existir societats estatals prou duradores com per a tenir un efecte anivellador en el pla cultural i lingüístic. Les grans famílies lingüístiques de la regió són:
- Llengües tupí, és la família de llengües autòctones actualment més estesa a la regió, encara que part de la seva expansió dins de la regió va poder donar-se en un període recent.
- Llengües gê, després de les llengües tupí és la família més estesa a la regió amazònica.
- Llengües carib, és una família que es va expandir probablement des de la part septentrional de la Amazonía, encara que existeixen membres d'aquesta família lingüística en el centre de la Amazonía.
- Llengües arawak, és una família situada bàsicament a la regió circunamazónica pròpiament dita.
- Llengües pano-tacana, Amazonía suroccidental.
- Llengües tucanes, en el curs alt de l'Amazones i alt Vaupés.

A més d'aquestes unitats filogenètiques de tipus lingüístic existeixen un nombre important de petites famílies de llengües que no han pogut ser convenientment relacionades amb aquestes i, per tant, es consideren grups independents.
El multilingüisme era (i és) la norma entre els indis amazònics.

## Història dels pobles amazònics
La major part de la conca de l'Amazones i l'Orinoco terres altes de pluviselva, rica en aliments vegetals i animals. Els arqueòlegs estimen que aquest territori ha estat poblat almenys els últims 12000 anys. El poblament complet de l'àrea hauria portat solament un parell de mil·lennis. La principal font de proteïna és el peix, suplementat amb la caça de pecaris, tapirs, rosegadors i micos. La domesticació de plantes, centrada inicialment en la mandioca amarga, data de fa 5000 anys. La expansió de l'agricultura, en la seva versió de frega-i-crema, va començar en els vessants dels Andes orientals i es va produir al llarg dels principals rius. Els pobles caçadors recol·lectors van ser relegats a les àrees més inaccessibles.
Cada grup lingüístic tendeix a compartir unes certes característiques relatives a la mena de territori que ocupen, el mode de producció i el tipus de cultura material. Per exemple, pràcticament tots els grups ètnics de les famílies arawak, Carib i tupí ocupen àrees de pluviselva, usen extensivament l'agricultura i manufacturen canoes, hamaques i ceràmica. En canvi, els grups ètnics de la família Yê viuen majoritàriament en pradas, tenen poca agricultura i no manufacturen canoes, ni hamaques, ni ceràmica. No obstant això, compten amb una organització social més complexa. Disseminats entre els pobles agrícoles, en el cor de la selva, queden caçadors recol·lectors pertanyents a famílies lingüístiques menors, com els pobles de la família Makú, Mura-Pirahã i Guahibo, que serien els descendents més o menys directes dels primers caçadors recol·lectors.
Alguns grups, especialment els que tenen agricultura intensiva, han estat especialment bel·licosos i propensos a atacar als seus veïns. Encara que també existeixen relacions simbiòtiques entre diferents grups: per exemple els tukanos, que són agricultors, comercien amb els makú, que són caçadors-recol·lectors. Aquests últims proporcionen carn d'animals de la selva i verí obtingut del peixos, i a canvi reben farina de mandioca de les plantacions tukanes i ceràmica. Així i tot els Makú són considerats "inferiors" pels tukano i no són considerats en el sistema de matrimoni interètnic en què participen els tukano amb altres grups ètnics.
Els europeus van irrompre a la regió en el segle xvi, prenent un control ràpid de les zones costaneres i els principals rius, fins on eren navegables. La població autòctona es va començar a reduir dràsticament cap a 1900, s'estima la població era solament una dècima de part de la qual hauria existit cap a 1500 (estimada entre 2 i 5 milions). La major part d'aquesta mortaldat va ser involuntària. Els invasors blancs van portar amb ells diverses malalties davant les quals els autòctons pràcticament no tenien immunitat: xarampió, grip i altres similars. Els europeus també van esclavitzar als indis amazònics: existeixen testimoniatges de com els europeus navegaven des de la desembocadura de l'Amazones riu amunt, capturaven tribus senceres i els portaven de nou riu avall fins a plantacions on a causa de les duríssimes condicions de treball, morien als pocs anys. Els europeus a causa de la seva superioritat armamentística van prendre gairebé qualsevol tros de terra que els va interessar per la força. Posteriorment les incursions de colons i europeus van estar motivades per la possessió de recursos com el cautxú o certs minerals, que sovint anaven precedits d'accions violentes contra els indígenes amazònics.
Moltes vegades davant l'extinció imminent del propi grup ètnic, diversos grups humans es van fusionar. La població indígena a la fi del segle XX era d'uns 400.000. De les 170 llengües parlades al Brasil cap a 2000, 115 tenien menys de mil parlants i solament quatre d'aquestes llengües superaven els deu mil parlants (estant totes per sota dels vint mil parlants). Als altres països de l'Amazònia la situació és similars. L'extensió de les carreteres a l'interior de la selva amazònica ha contribuït fortament a l'assimilació cultural dels pobles indígenes. Cada any les llengües indígenes s'usen menys i menys, i l'espanyol i el portuguès més i més entre les persones d'ascendència indígena. Pel que des preveu que en uns cent anys solament una petitíssima fracció de les llengües parlades actualment tinguin continuïtat.

## Trets tipològics comuns

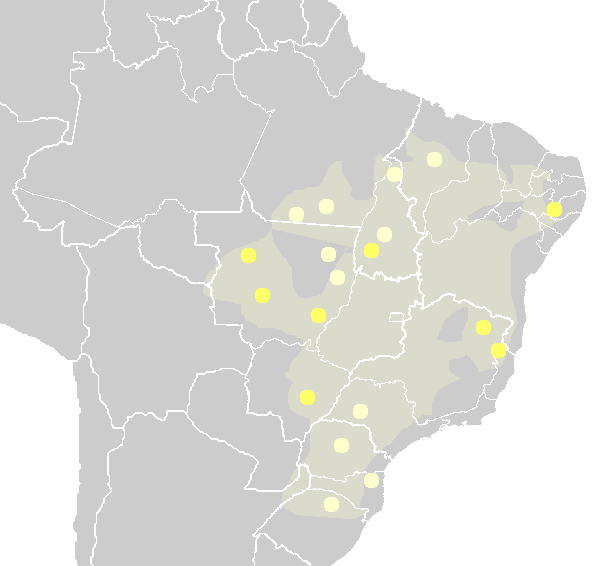
Llengües macro-gê: Les llengües gê pròpiament dites (groc clar) i altres llengües macro-gê (groc fosc) en l'actualitat. L'àrea ombrejada indica aproximadament l'àrea probable d'extensió en el passat.

Igual que uns certs trets culturals, el contacte prolongat entre les llengües amazòniques ha difós uns certs trets tipològics entre aquestes llengües. De fet, donat el suficient temps, les llengües localitzades en una mateixa àrea geogràfica arriben convergir en uns certs aspectes a formes estructurals comunes, encara que pertanyin històricament a famílies lingüístiques no relacionades. Encara que ha de tenir-se en compte que aquest procés de convergència és en general bastant lent, els trets lingüístics estan subjectes a restriccions estructurals i per això la difusió de trets és molt més lenta i limitada que la dels trets culturals. Quan en una certa regió són presents llengües pertanyents a diferents famílies que han desenvolupat solucions estructurals comunes es parla que aquesta zona és un àrea lingüística convergent o sprachbund. Un restricció que sol considerar-se és que aquests trets lingüístics compartits no siguin presents en altres llengües de la mateixa família que estiguin situada fora de l'àrea lingüística, no sent per tant atribuïbles a factors aliens a l'àrea. Entre les llengües amazòniques es reconeixen les següents característiques compartides per la majoria de llengües d'aquesta àrea:
(a) La majoria de llengües són polisintètiques i tenen marcatge de nucli, a més tendeixen a ser aglutinants i existeix molt poca fusió.
Fonologia:
(b) Típicament existeix solament una consonant líquida, que sovint és una vibrant simple. Existeixen usualment més africades que fricatives. És comú la presència d'una vocal central tancada /i/, i els sistemes vocàlics tendeixen a tenir cinc elements, típicament: /i, e, a, i, o-o/ i a més sol existir un contrast entre vocals orals i vocals nasals.
Morfosintaxis nominal:
(c) Moltes llengües tenen un sistema ampli de classes nominals i/o gènere gramatical. L'assignació de gènere, quan existeix, sol ser semànticament transparent, i no se sol realitzar mitjançant marques morfològiques en el nom que fa de nucli de sintagma nominal.
(d) Existeixen molt pocs casos oblics, si existeixen rarament van més enllà d'un locatiu o un instrumental/comitatiu.
(e) La possessió (sigui alineable o inalienable) es marca típicament en el nom posseït, no en el posseïdor. L'ordre sintàctic més estès és "posseïdor+posseït", en una estructura del tipus "Juan la seva-canoa" (= "la canoa de Juan").
Concordança:
(f) Típicament solament un dels arguments del verb té concordança amb la forma verbal. Poden existir diferents paradigmes depenent de quin argument concordi en cada cas particular, ja que no sempre concorda la mateixa classe d'argument.
(g) Les regles per les quals se selecciona l'argument verbal que ha de concordar amb el verb poden ser complexes (i dependre per exemple de la classe semàntica del verb, el tipus d'oració, etc). Sovint els sistemes presenten ergativitat escindida i el tipus d'argument concordant continua diferents alineaments morfosintàctics, sent els alineaments purament nominatiu-acusatius poc freqüents.
(h) Les formes pronominals enclítiques que marquen el posseïdor dins d'un SN solen ser les mateixes que s'usen per a marcar els arguments verbals que concorden amb el verb. És a dir les marques enclítiques de pronom a vegades són les típiques de l'agent i altres vegades són les marques típiques del pacient verbal.
Morfologia verbal:
(i) La majoria de llengües, encara que no totes, usen prefixs, encara que existeixen menys posicions prefixades que sufijadas (és a dir, en general existeixen cadenes de sufixos més llargues, que les que són possibles amb prefixos).
(j) En les llengües en què són possibles cadenes llargues de prefixos, els pronoms proclítics apareixen més allunyats de l'arrel que els causatius o els aplicatius. (Les llengües tucanes, no obstant això, solament tenen sufixos, però els sufixos clíticos apareixen després dels causatius).
(k) La majoria de categories verbals com el temps, aspecte, manera o els direccionals s'expressen mitjançant sufixos opcionals.
Sintaxi:
(l) Les oracions subordinades sovint es realitzen mitjançant formes nominalizadas dels verbs (deverbativos), amb la mena de subordinació marcat en el verb principal.
(m) Quan existeix incorporació nominal en el verb, solament els noms que són obligatòriament posseïts solen ser incorporats, i solen precedir l'arrel verbal.
(n) En moltes llengües, els adverbis i les adposicions poden incorporar-se al verb, i en aquest cas solen anar darrere de l'arrel verbal.
Lèxic:
(o) Generalment solament existeixen una petita llista de numerals o formes lèxiques per als números.
Per descomptat existeixen algunes famílies que s'aparten en alguns aspectes de les anteriors tendències pa-amazòniques. És interessant notar que aquestes característiques de l' àrea lingüística amazònica difereixen notablement de les característiques tipològiques del àrea lingüística andina.